# Erste Klasse 1912/1913
Druhý ročník Erste Klasse (1. rakouské fotbalové ligy) se konal od 1. září 1912 do 29. června 1913.
Soutěže se zúčastnilo deset klubů, o dva méně než v minulé sezoně. Hrálo se v jedné skupině každý s každým. Ligu vyhrál obhájce minulé sezony SK Rapid Vídeň, který vyhrál o 7 bodů před druhým Wiener AF.